# ガイアナの国旗
ガイアナの国旗（ガイアナのこっき）は1966年に制定された。「黄金の矢尻（The Golden Arrowhead、金鏃旗）」と呼ばれている。緑は農業・豊かな森林を表し、白は川と水資源を、黄は豊かな鉱物資源を、黒は忍耐を、赤は国家建設の熱情とダイナミズムを象徴している。旗章学者、ホイットニー・スミスによってデザインされた。

?軍艦旗（若干横長）
民間用航空旗
国防軍旗
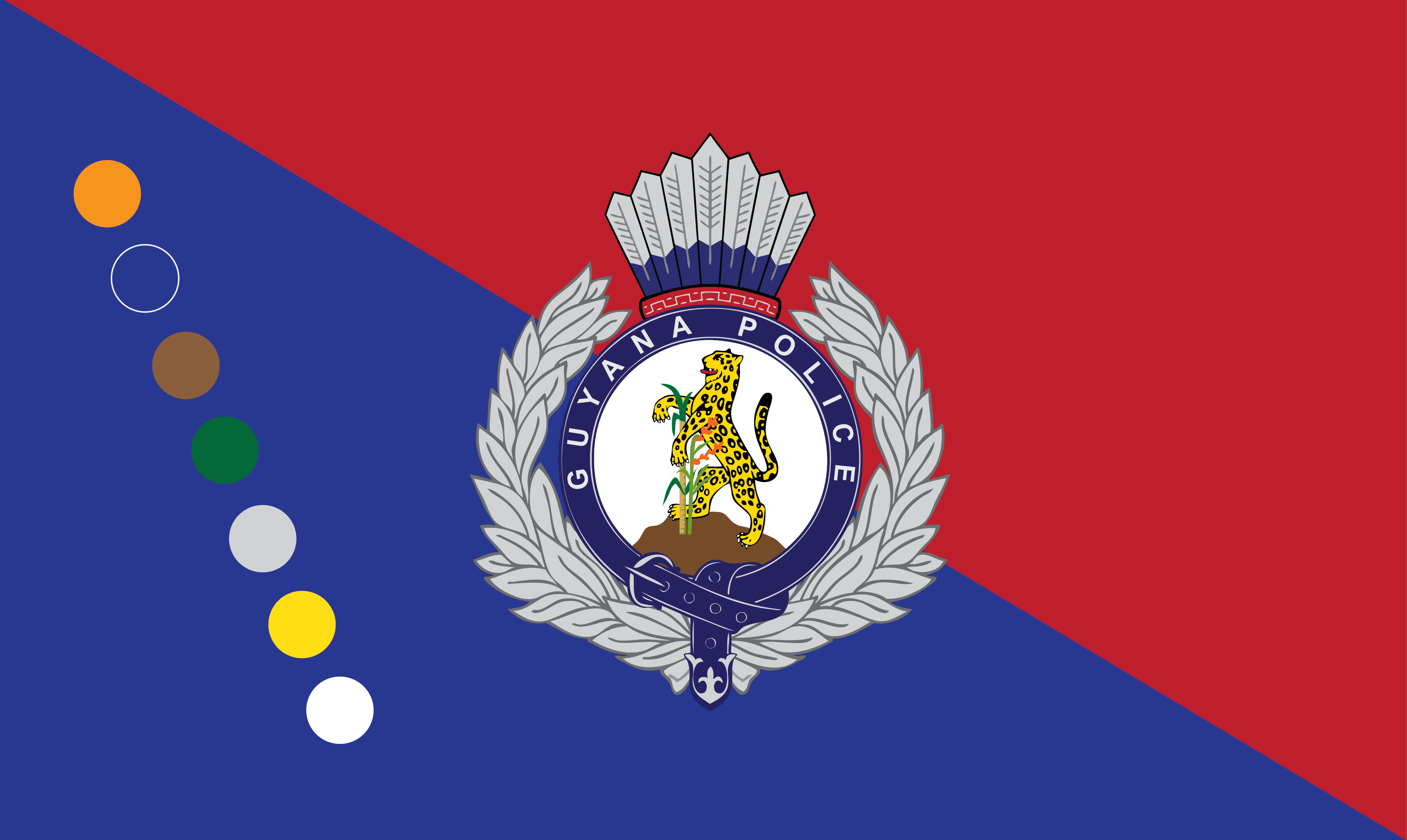
警察旗
?現在の国旗（縦横比2:3の別タイプ）

## 変遷

?イギリス領時の旗（1875年–1906年）
?イギリス領時の旗（1919年–1954年）
?イギリス領時の旗（1955年–1966年）
?ガイアナの大統領旗（1970年-1980年）
?ガイアナの大統領旗 （1980年-1985年）
?ガイアナの大統領旗（1980年-1992年）
?ガイアナの大統領旗（1992年-1997年）